# Pachycondyla zumpti
Pachycondyla zumpti är en myrart som först beskrevs av Santschi 1937.  Pachycondyla zumpti ingår i släktet Pachycondyla och familjen myror. Inga underarter finns listade i Catalogue of Life.